# Kdo chce zabít Homera?
Kdo chce zabít Homera? (v anglickém originále The Great Louse Detective) je 6. díl 14. řady (celkem 297.) amerického animovaného seriálu Simpsonovi. Scénář napsali John Frink a Don Payne a díl režíroval Steven Dean Moore. V USA měl premiéru dne 15. prosince 2002 na stanici Fox Broadcasting Company a v Česku byl poprvé vysílán 12. října 2004 na stanici ČT1.

## Děj
Simpsonovi vyhrají víkend v lázních zdarma. V lázních je Homer málem zabit, když ho někdo zavře s pomocí montážního klíče v sauně, ale je zachráněn, když Šáša Krusty dveře otevře. To přiměje Homera a Marge navštívit náčelníka Wigguma, který jim navrhne, aby vyhledali pomoc někoho, kdo dokáže pochopit zvrácenou mysl vraha. Tím je Levák Bob, který je nejen izolován od ostatních vězňů, ale je poprvé ode Dne spratka propuštěn z vězení, což se Bartovi okamžitě nelíbí. Aby zajistil bezpečnost Bartova života, umístí Wiggum na kotník Leváka Boba šokový náramek, aby ho donutil držet své vražedné choutky na uzdě, když přijde bydlet do domu Simpsonových. Bob požádá Homera, aby mu vyjmenoval všechny lidi, kteří by ho mohli chtít zabít, a sleduje ho, aby zjistil, kdo by mohl být tajemným útočníkem. Během dne se dostanou do autoopravny, kde Homer pokárá mechanika. 
Homer a Bob jdou k Vočkovi, kde Lenny radí Bobovi, jak správně zavraždit Barta. Poté útočník vystřelí na Homera z pistole, načež ujede v odtahovém voze. Bob navrhne Homerovi, aby pro jistotu zůstal doma a nebyl na očích, ale ten je jmenován králem Springfieldského masopustu, při kterém musí celý den jezdit na plováku. Bob zjistí, že Homer vyhrál, protože někdo zfalšoval hlasování v jeho prospěch, ale Homer se průvodu přesto zúčastní v naději, že vyláká svého pokusného vraha. Na přehlídce Bob zjistí, že na Homerově vozidle bylo přeříznuto brzdové lanko, a vyvodí souvislost mezi klíčem, kterým byl Homer zamčen v parní lázni, odtahovým vozem a šmouhou na pozvánce do lázní a dojde mu, že vrahem je automechanik. Když se vozidlo vymkne kontrole, Bob Homera zachrání tím, že se nechá vystřelit z děla a shora Homera chytí svýma obrovskýma nohama, těsně předtím, než vůz narazí do Muzea mečounů. 
Homer a Bob nakonec pronásledují vraha, kterým se ukáže Frank Grimes mladší, nemanželský syn Franka Grimese, jenž Homera považuje za zodpovědného za smrt svého otce. Junior se pokusí Homera zabít, aby pomstil svého otce, ale je mu to překaženo, když přijede policie. Té noci, jakmile Homer uloží Barta do postele, se zpoza dveří ložnice odhalí Bob, který se zmocnil dálkového ovladače ke svému šokovému náramku. Vzhledem k Lennyho radě se Bob rozhodne vrátit ke své smrtící stránce a bez váhání Barta téměř zabije, ale v poslední vteřině si uvědomí, že si na Bartovu tvář zvykl, a nedokáže se k tomu odhodlat. Nyní se rozhodne dát se na útěk a pokusí se odejít, ale jeho šokový náramek se neustále zapíná, a to proto, že ovladač přistál v ptačím hnízdě a ptáci po něm neustále šlapou.

## Produkce
Díl napsali John Frink a Don Payne a režíroval jej Steven Dean Moore. V epizodě hostoval americký herec Kelsey Grammer, který se vrátil jako hlas postavy Leváka Boba. Od epizody Černý vdovec 3. řady autoři opakují premisu Kojota Wilda pronásledujícího ptáka Uličníka z kreslených seriálů Looney Tunes z let 1949–1966 tím, že se Bob nečekaně vloží do Bartova života a pokusí se ho zabít. Výkonný producent Al Jean přirovnal Bobovu postavu k postavě Kojota Wilda s tím, že oba jsou inteligentní, ale vždy jim to překazí to, co považují za nižší intelekt.
Jedná se o jeden z prvních dílů Simpsonových, který byl animován digitální tuší a barvou, a znamenal trvalý přechod seriálu na tuto techniku. Předtím byly díly animovány tradiční technikou inkoustu a barvy. Digitální inkoust a barvu použili animátoři Simpsonových již dříve v dílech Radioaktivní muž ze 7. řady a Bratrovražedný tenis z 12. řady, a to především za účelem vyzkoušení této techniky.

## Přijetí
Epizoda byla původně vysílána na stanici Fox ve Spojených státech 15. prosince 2002 a ten večer ji vidělo přibližně 8,75 milionu domácností. S ratingem 8,2 podle agentury Nielsen se epizoda umístila na 23. místě ve sledovanosti v týdnu od 9. do 15. prosince 2002. Byl to nejsledovanější pořad vysílaný v tom týdnu na stanici Fox, který porazil pořady jako Tatík Hill a spol., Malcolm in the Middle, 24, Zlatá sedmdesátá a předávání hudebních cen Billboard 2002. 6. prosince 2011 byl díl vydán na Blu-ray a DVD jako součást box setu The Simpsons – The Complete Fourteenth Season. Členové štábu Matt Groening, Al Jean, John Frink, Ian Maxtone-Graham, Matt Selman, Tim Long, Michael Price, Tom Gammill, Steven Dean Moore, Mike B. Anderson a David Silverman, stejně jako člen hereckého obsazení Dan Castellaneta, se podíleli na audiokomentáři k této epizodě na DVD. Součástí box setu byly také vymazané scény z dílu.
Epizoda získala od kritiků vesměs pozitivní hodnocení. V roce 2009 zařadil Leo Waldbaum z IGN díl na 7. místo svého seznamu 10 nejlepších epizod s Levákem Bobem. V té době bylo odvysíláno 10 dílů točících se kolem této postavy. Canning napsal, že epizoda „byla velmi zábavná, protože postavila Boba do nečekané situace se Simpsonovými, kdy komunikoval spíše s Homerem než s Bartem“. Dodal, že díl „je památný také tím, že se z Homerova pokusu o vraždu vyklubal Frank Grimes mladší, syn Franka ‚Grimeyho‘ Grimese. To byl pěkný odkaz na Homerova nepřítele a vzácný případ, kdy seriál přinesl určitou kontinuitu.“
Colin Jacobson z DVD Movie Guide se vyjádřil, že „v průběhu let jsme dostali mnoho skvělých epizod Leváka Boba, takže tato se musí vyrovnat strmé konkurenci. Ačkoli díl není špatný, nedokáže se vyrovnat svým předchůdcům. Předhazuje několik dobrých momentů a na poměry 14. řady je v pořádku, ale jako klasika Leváka Boba se nekvalifikuje.“